# Tierra Colorada segunda sección
Tierra Colorada 2.ª Sección (Silbarán) es una localidad del municipio de Huimanguillo ubicado en la subregión de la Chontalpa del estado mexicano de Tabasco.

## Geografía
La localidad de Tierra Colorada 2.ª Sección (Silbarán) se sitúa en las coordenadas geográficas 17°55′45″N 93°39′10″O / 17.929167, -93.652778, a una elevación de 5 metros sobre el nivel del mar.

## Demografía
Según el Conteo de Población y Vivienda 2020, efectuado por el Instituto Nacional de Estadística y Geografía, la localidad de Tierra Colorada 2.ª Sección (Silbarán) tiene 266 habitantes, de los cuales 137 son del sexo masculino y 129 del sexo femenino. Su tasa de fecundidad es de 3.23 hijos por mujer y tiene 67 viviendas particulares habitadas.
| Gráfica de evolución demográfica de Tierra Colorada 2.ª Sección (Silbarán) entre 1970 y 2020 |
|                                                                                              |
| INEGI.                                                                                       |